# Amphicoma magdalenae
Amphicoma magdalenae là một loài bọ cánh cứng trong họ Glaphyridae. Loài này được Nikodym miêu tả khoa học năm 2007.